# Magnus Victor Wahlgren
Magnus Victor Wahlgren, född 18 april 1806 i Varberg, död 14 maj 1895 i Ny församling, Värmland, var en svensk jurist som satt i Sundsvalls stads stadsfullmäktige 1863-1876.
Wahlgren inskrevs i Göteborgs nation i Lund 1822 och avlade examen i juridik 1826 innan han flyttade sedan till Sundsvall. Väl i Sundsvall utövade han advokatverksamhet och var ordförande i styrelsen för Sundsvalls Sparbank 1853-1854. Han satt i Sundsvalls stads stadsfullmäktige 1863-1876. 1888 flyttade han till Ny församling i Värmland och stannade där till sin död.
Wahlgren gifte sig med Margareta Vilhelmina Sjöman och tillsammans fick de ett barn.